# Skogsstjärnblomma
Skogsstjärnblomma (Stellaria longifolia) är en växtart i familjen nejlikväxter. 